# Gephyrota nigrolineata
Gephyrota nigrolineata är en spindelart som först beskrevs av Simon 1909.  Gephyrota nigrolineata ingår i släktet Gephyrota och familjen snabblöparspindlar.
Artens utbredningsområde är Vietnam. Inga underarter finns listade i Catalogue of Life.